# Parorphula
Parorphula is een geslacht van rechtvleugeligen uit de familie veldsprinkhanen (Acrididae). De wetenschappelijke naam van dit geslacht is voor het eerst geldig gepubliceerd in 1900 door Bruner.

## Soorten
Het geslacht Parorphula  is monotypisch en omvat slechts de volgende soort:
- Parorphula graminea (Bruner, 1900)